# ريتشارد هاتش
ريتشارد هاتش (بالإنجليزية: Richard Hatch) هو ممثل أمريكي، ولد في 21 مايو 1945 بسانتا مونيكا في الولايات المتحدة، وتوفي في 7 فبراير 2017 بلوس أنجلوس في الولايات المتحدة بسبب سرطان.

## أعمال

### مسلسلات
- باتلستار غالاكتيكا
- حرب النجوم غالاكتيكا
- ديناستي
- ذا والتونز

## وصلات خارجية
- ريتشارد هاتش على موقع IMDb (الإنجليزية)
- ريتشارد هاتش على موقع الموسوعة البريطانية (الإنجليزية)
- ريتشارد هاتش على موقع روتن توميتوز (الإنجليزية)
- ريتشارد هاتش على موقع ألو سيني (الفرنسية)
- ريتشارد هاتش على موقع أول موفي (الإنجليزية)
- ريتشارد هاتش على موقع قاعدة بيانات الأفلام السويدية (السويدية)
- ريتشارد هاتش على موقع إن إن دي بي (الإنجليزية)
- ريتشارد هاتش على موقع قاعدة بيانات الفيلم (الإنجليزية)
- ريتشارد هاتش على موقع كينوبويسك (الروسية)